# Siglufjarðarvegur
Der Siglufjarðarvegur ist eine Hauptstraße im Nordwesten von Island.
Er führt um die Westküste der Halbinsel Tröllaskagi.
Etwa 750 m östlich der Héraðsvötn zweigt der Siglufjarðarvegur nach Norden von der Ringstraße ab.
Von Westen mündet die Sauðárkróksbraut  aus Sauðárkrókur ein.
Nach Osten zweigt der Hólavegur  zu dem historischen Ort Hólar ab, der jetzt für seine Pferdezucht-Schule bekannt ist.
Nördlich der Mündung der Kolka führt die Straße an der Ostküste des Skagafjörðurs entlang, vorbei an der berühmten Torfkirche Gröf.
Das Dorf Hofsós war früher ein wichtiger Handelsplatz.
Jetzt gibt es hier unter anderem ein Westfahrer-Museum.
Das waren die Isländer, die im 19. Jahrhundert nach Amerika und Kanada ausgewandert sind.
Der Höfðavatn ist eine Lagune, die sich östlich des Felsens Þórðarhöfði gebildet hat. Im Norden teilt der Haganessandur die Bucht Haganesvík von der Lagune Hópsvatn ab.
Von Süden mündet der Ólafsfjarðarvegur  ein, der hier endet.
Der Miklavatn ist eine langgestreckte Lagune, die durch die Landzunge Stakkagarðhólmi von der Bucht Fljótavík größtenteils abgetrennt ist.
Der Skarðsvegur  war zwischen 1946 und 1967 die Straßenverbindung nach Siglufjörður.
Sie stieg kurvenreich bis auf eine Höhe von 630 m am Siglufjarðarskarð an.
Seitdem verläuft die Straße weiter nördlich und führt durch den einspurigen Tunnel Strákagöng (830 m lang).
In Siglufjörður heißt der Siglufjarðarvegur zunächst Hanneyrarbraut, biegt dann in den Hlíðarvegur ab, der erst zur Túngata und später zur Snorragata wird.
Hinter dem Ort zweigt wieder der Skarðsvegur  nach Süden ab, der zunächst in das lokale Skigebiet führt.
Nach Norden führt eine kurze Stichstraße zum Flugplatz Siglufjörður, der innen am Ostufer des Fjordes liegt.
Dann verläuft die Straße für 3,9 km im Héðinsfjarðargöng vestari.
Nur für etwa 600 m durchquert die Straße das Tal hinter dem Héðinsfjörður, um dann für 6,9 km im Héðinsfjarðargöng eystri zu verlaufen.
600 m hinter dem Tunnel endet der Siglufjarðarvegur am Ólafsfjarðarvegur .
Die Verbindung zwischen Ólafsfjörður und Siglufjörður ist durch die Héðinsfjarðargöng nur noch 17 km lang.
Davor musste man über die Lágheiði eine Strecke von fast 80 km zurücklegen und wenn diese im Winter nicht passierbar war, waren etwa 230 km über die Ringstraße nötig.
Den Tunnel passieren durchschnittlich 720 Fahrzeuge am Tag.